# Смаћ
Смаћ (алб. Smaç) је насељено место у општини Призрен, на Косову и Метохији. Према попису становништва из 2011. у насељу је живело 375 становника.
У селу је постојала црква Светог Илије саграђена 1994. и минирана 1999. године.

## Становништво
Према попису из 2011. године, Смаћ има следећи етнички састав становништва:
| Националност | 2011.        |
| Албанци      | 374 (99,73%) |
| Срби         | 1 (0,27%)    |
| Укупно       | 375          |

| Демографија | Демографија | Демографија |
| Година      | Становника  | Становника  |
| ----------- | ----------- | ----------- |
| 1948.       | 340         |             |
| 1953.       | 410         |             |
| 1961.       | 552         |             |
| 1971.       | 568         |             |
| 1981.       | 536         |             |
| 1991.       | 504         |             |
| 2011.       | 375         |             |